# Phelipara mindorana
Phelipara mindorana là một loài bọ cánh cứng trong họ Cerambycidae.